# Tratado de Versalles (1871)

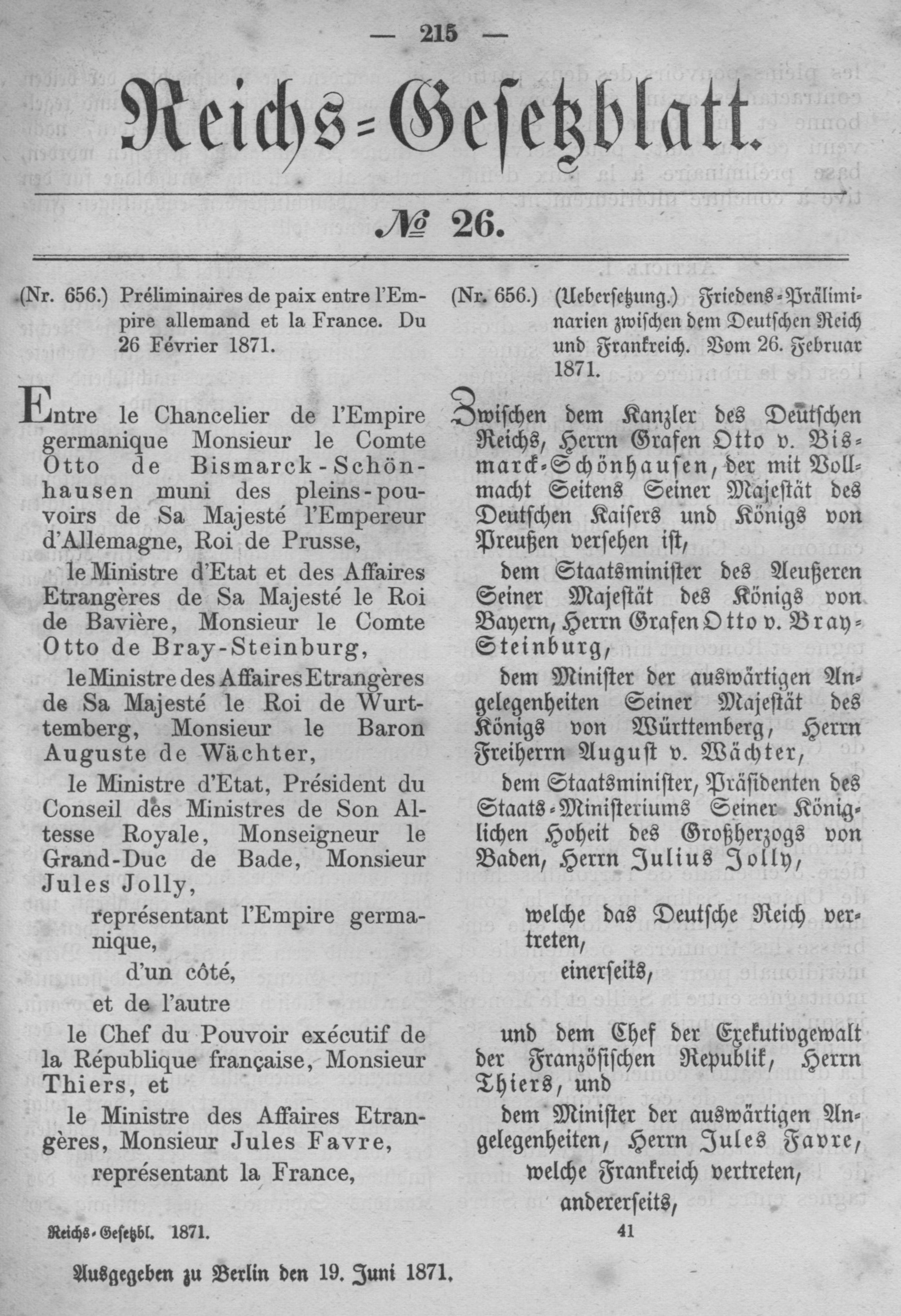
La Gaceta de leyes imperiales del Tratado de Versalles de 1871

El tratado de Versalles de 1871 fue un acuerdo preliminar firmado el 26 de febrero que tenía como fin consolidar el armisticio del 28 de enero, fue ratificado el 10 de mayo por el Tratado de Fráncfort, que terminaría la guerra franco-prusiana. Este tratado de paz establecía que Francia debía ceder a Alemania los territorios de Alsacia y Lorena, y pagar cinco mil millones de francos como indemnización. Hasta no hacerse efectivo el pago, los alemanes continuarían, como tropa de ocupación, en territorio francés.